# Rick Moranis
Frederick Allan „Rick” Moranis (Toronto, 1953. április 18. – ) Emmy-díjas kanadai színész, komikus, forgatókönyvíró, producer, zenész és dalszövegíró. 
Az 1980-as években a Second City Television (SCTV) című szkeccsműsorral alapozta meg szakmai hírnevét, majd olyan hollywoodi filmekben szerepelt, mint a Szellemirtók (1984), a Rémségek kicsiny boltja (1986), az Űrgolyhók (1987), a Drágám, a kölykök összementek! (1989) és annak folytatásai, a Vásott szülők (1989) és a A Flintstone család (1994).
1997 óta nem dolgozik élőszereplős filmekben, miután megözvegyült apaként egyedül nevelte gyermekeit. Szinkronszínészként animációs filmekben tűnik fel, köztük a 2003-as Mackótestvérben és annak második részében. 
Moranis visszavonulása óta főként zenészként aktív, 2006-ban a munkájáért Grammy-díjra jelölték.

## Fiatalkora és családja
Torontóban született, zsidó családban. Felmenői Kolozsvárról kivándorolt zsidók voltak.
A Sir Sandford Fleming Secondary School középiskolába járt, Geddy Lee-vel, a Rush rockbanda későbbi frontemberével együtt.

## Pályafutása

### A kezdetek
Pályafutását az 1970-es évek közepén lemezlovasként kezdte, három torontói rádióállomásnál is dolgozott, Rick Allan álnevet használva.
1980-ban barátja és egyben a Second City Television (SCTV) című kanadai szkeccsműsor írója/előadója, Dave Thomas meggyőzte Moranist, hogy a harmadik évadban csatlakozzon a SCTV-hez. Abban az időben Moranis volt az egyetlen stábtag, aki nem a The Second City színpadi társulat tagjai közül jött. Híressé vált többek között Woody Allen, George Carlin és David Brinky utánzásaival.
1980-tól az SCTV a CBC csatornán futott (és szindikált formában az Egyesült Államokban is bemutatták), így Moranis és Thomas kihívás elé állt: további két perces műsoridőt kellett kitölteniük "felismerhető kanadai tartalom"-mal. Készítettek egy humoros szkeccset The Great White North címmel, melyben Bob és Doug McKenzie kanadai testvérpárt formálták meg. Mire 1981-ben az NBC 90 perces programokat rendelt az Egyesült Államok részére (az SCTV teljes negyedik évadját), a McKenzies olyan pozitív visszacsatolást kapott a partnerektől, hogy a hálózat felkérte a duót, készítsen egy-egy jelenetet mindegyik epizódba.
Bob és Doug népszerű popkulturális jelenséggé vált, így született meg az eladási rekordokat döntő, Grammy-díjra jelölt The Great White North album. Ehhez kapcsolódik Moranis első filmfőszerepe is a Strange Brew című 1983-as filmvígjátékban. Ezt 1984-ben a Ha eljönnek a bomberek követte.

### Befutott színészként
Az SCTV munkája és a Különös Kotyvalék film után Moranisnak tevékeny karrierje volt a filmszerepekben, ami egy évtizedig tartott; a legnevezetesebb a Szellemirtók, az Űrgolyhók és a Drágám, a kölykök összementek! és folytatásai. Az NBC egy rövid életű rajzfilmsorozatához, a Gravedale Középiskolához, kölcsönözte hangját (1990).
Egy 2004-es interjúban, Moranis beszélt azokról a filmekről, amelyeket a legjobban élvezett:
Az utolsó néhány mozifilm során, amin dolgoztam – nagy költségvetésű hollywoodi filmek – nagyon hiányzott, hogy képes legyek saját alkotásokra. A korai filmjeim készítése során voltaképpen a saját szövegeimet írtam újra, legyen szó akár a Szellemirtókról, akár az Űrgolyhókról. Idővel oda jutottam, hogy én voltam a film »sztárja«, és a producerek mondták meg, mit mondjak, de ez nem való nekem. Én igazából nem vagyok színész. Én egy komikus fickó vagyok, az ad lendületet, ha újra és újraírhatom a szövegeimet, hogy még viccesebbek legyenek, nem pedig az, hogy mások értékes szavait bírjam működésre.
Moranis legutolsó szerepei A Flintstone család (1994) és a (veszteséges) Kölcsönkinyír visszajár (1996) voltak. Előbbi filmben, Barney Rubble (Kavicsi Béni) szerepében Rick nehezen volt felismerhető, mert szőke parókát viselt és egyáltalán nem hordta a védjegyének számító szemüvegét. Bár A Flintstone család egy sikeres vígjáték, mégis eléggé messze áll a sci-fi világától, ami híressé tette. Egyéb, mint a Drágám... folytatások, az 1990 évek közepén csak a zenei műfajban jelent meg, 1993-ban a Donald Fagen "A Holnap Lányai" zenei videóban egy férfit játszott, aki elvett egy földönkívüli nőt. A Disney befejezte az Összementünk sorozatot 1997-ben a Drágám, most mi mentünk össze videó filmmel, amiben Rick volt az utolsó eredeti szereplők közül. A Disney-nek dolgozott még kétszer (a barátjával az SCVT öreg diákjával Dave Thomas-al), a 2003-ban készült Mackótestvér rajzfilmben Rutt, a jávorszarvas szinkronhangja és annak folytatásban.

### Távozás a színészettől

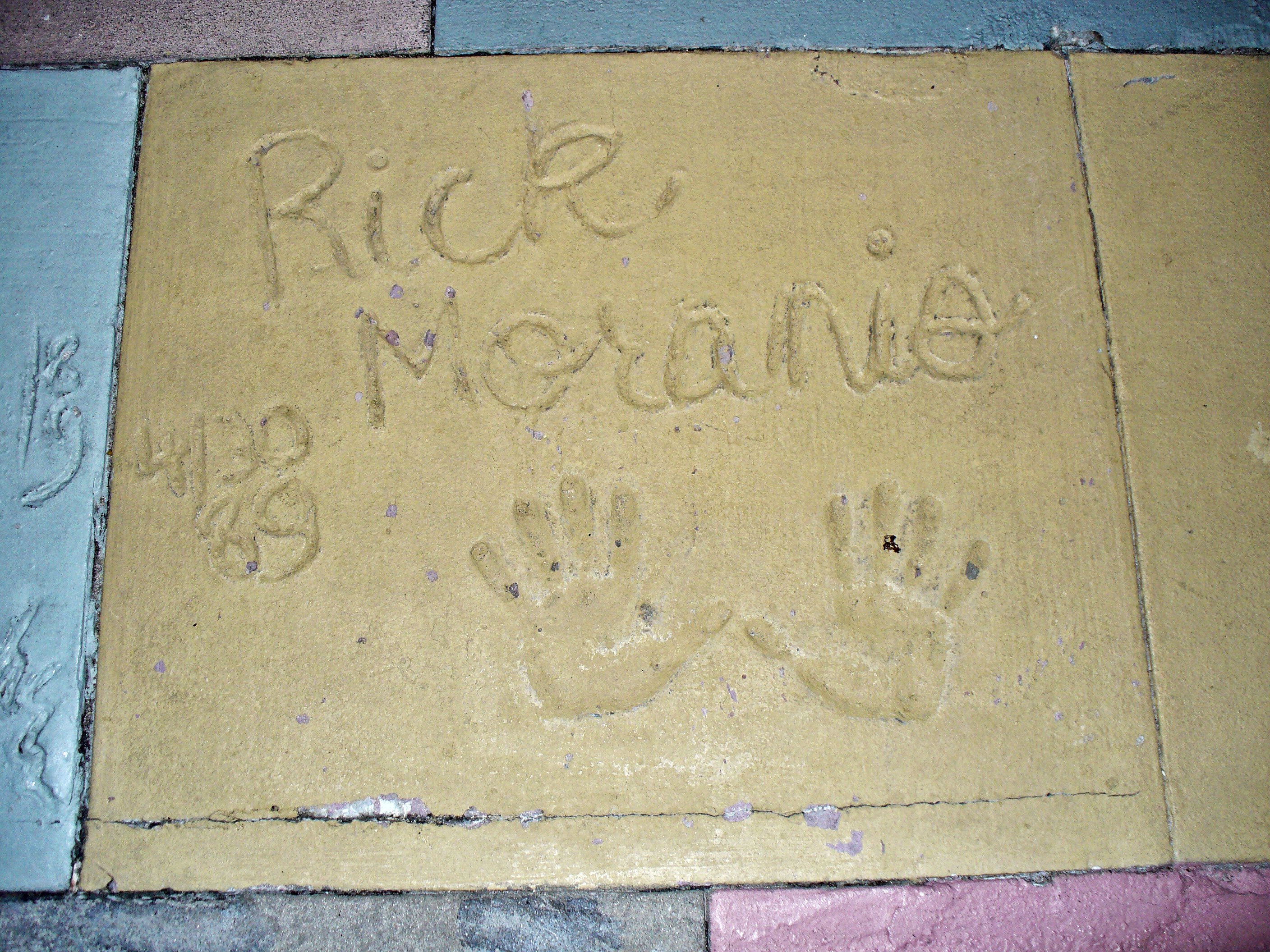
Rick Moranis a Great Movie Ride (Nagy moziút) előtt, a Walt Disney World tematikus parkjában a hollywoodi Disney Stúdióban

Rick Moranis 1991-ben elveszítette feleségét, aki áttétes tüdőrákban halt meg. Mint egyedül maradt szülő, nehezen tudta összeegyeztetni a gyereknevelést és a filmezéssel járó távolléteket, utazásokat. Egyre ritkábban vállalt szerepet, majd 1997-ben végleg abbahagyta a filmezést. Saját szavai szerint „ ... egy egyedülálló szülő vagyok. Mostanában jöttem rá, hogy nagyon nehéz volt összeegyeztetnem a gyerekeim felnevelését és az utazásokkal együttjáró filmkészítést. Így kivettem egy kis szünetet. A rövid szünetből egyre hosszabb szünet lett, azután rájöttem, hogy tényleg nem hiányzik nekem (a filmezés)”.
2000-ben Moranis megkapta első film felkérését 1997 óta, amikor a hangját adta a Rudolf, a vörös orrú rénszarvas és az elveszett játékok szigete című rajzfilm egyik karaktere számára. 2003-ban a Mackótestvér című rajzfilmben szinkronizált.
2004-től Moranis a vígjáték program Tanácsadó Bizottságában vett részt a Humber Egyetemen.
2005-ben Moranis megjelentetett egy zenei albumot. Címe Az agorafóbiás cowboy, jellemzően a country dalokra szövegekkel, ahogy Moranis mondja a hagyományos vígjáték dalírók/énekesek nyomdokaiba lép, mint Roger Miller, Kinky Friedman és Jim Stafford. Az albumot Tony Scherr adta ki közösen az ArtstShare-vel, valamint Moranis hivatalos web oldalával. A dalok eredetét magyarázva, azt mondta, hogy 2003-ban "Derült égből a villámcsapás, csak úgy írtam egy csokor dalt. Jobb magyarázat hiányában, ezek vidékibbek, mint bármi más. És én valójában négyet, vagy ötöt demóztam közülük, és ennél a pontnál nem vagyok biztos abban, hogy mit is akarok csinálni velük – lehet, hogy összerakom egy teljes videóvá, vagy filmmé. Ám, fiú, élvezet volt számomra ezt csinálni".
2005. december 8-án bejelentették, hogy az Agorafóbiás Cowboy albumot jelölik a 2006. évi Grammy-díjra a Legjobb Country Album kategóriában. 2006. február 3-án Moranis előadta a "Nyomd meg a # gombot" Késő Éjjel-t Conan O'Brien-nel és megbeszélték Moranis zenei karrierjének fejlesztését.
2006-ban visszatért eredeti szerepéhez a Mackótestvér 2. rajzfilmben.
2007 novemberében Moranis újra összeállt Dave Thomas-al a Bob és Doug McKenzie produkciójuk 24. évfordulójára, aminek a Bob és McKenzie 2-4 Évforduló nevet adták. A duó erre a különleges alkalomra új filmanyagot forgatott. Később Thomas egy új rajzfilm sorozatot készített a Bob és Doug McKenzi alapján, Bob & Doug címmel a saját Animax Entertaiment stúdiója részére. Moranis udvariasan elutasította Bob szerepét, amit átadtak Dave Coulier-nek, de mint vezető producer részt vett a sorozat elkészítésében.
2013 májusában Moranis bejelentette, hogy egy új védjegyű vígjáték albumot szeretne kiadni „Anyám marhaszegye & Egyéb Szerelmes Dalok” címmel, ez első albuma az elmúlt nyolc évben. Az albumot 2013. június 18-án dobták piacra. Moranis a kiadásról mondta: 
Amikor először elkezdtem írni a vicceket és a humoros jeleneteket sokféle zsidó társammal, közülünk egy valaki szükségszerűen meg akart állítani számos pontnál és kijelentésnél: túl zsidós! Túl zsidós a sztárnak, a show-nak, a csatornának, vagy a hallgatóságnak. Az albumban az összes dal egy kategóriába tartozik. Úgy nőttem fel, hogy Allan Sherman és a Nem kell zsidónak lenned albumot hallgattam a 60-as években. Most én vagyok a 60-as éveimben.
2013. júniusban Moranis egy kivételes interjút adott, melyben beszélt visszatéréséről egy harmadik Szellemirtók-filmben, Louis Tully szerepében. Moranis azt mondta:
Nem beszéltem Dan Aykroyddal erről. Valaki az ő ismerősei közül felhívott és azt mondta: »Nem szeretném ezt csinálni, bár ez a szerep jó lenne.« Tudod, nem érdekem olyasmit csinálni, amit már csináltam, azt gondoltam, a második valaki csalódás volt. De hiszem, hogy érdekelt vagyok abban, ahol az a fickó most van. Bernie Madoff a börtönbeli cellatársának tekintem őt. Mindketten olyan rendszeretőek, hogy versenyeznek a felkelésben és a beágyazásban.

## Filmográfia

### Film
| Év   | Magyar cím                             | Eredeti cím                                                  | Szerep                           | Magyar hang        |
| ---- | -------------------------------------- | ------------------------------------------------------------ | -------------------------------- | ------------------ |
| 1983 | Különös kotyvalék                      | Strange Brew                                                 | Bob McKenzie                     |                    |
| 1984 | Ha eljönnek a bomberek                 | Streets of Fire                                              | Billy Fish                       | Markovics Tamás    |
| 1984 | Szellemirtók                           | Ghostbusters                                                 | Louis Tully                      | Harkányi Endre     |
| 1984 | Szellemirtók                           | Ghostbusters                                                 | Louis Tully                      | Háda János         |
| 1984 | Szellemirtók                           | Ghostbusters                                                 | Louis Tully                      | Scherer Péter      |
| 1984 |                                        | The Wild Life                                                | Harry                            |                    |
| 1985 | Szórd a pénzt és fuss!                 | Brewster's Millions                                          | Morty King                       | Seder Gábor        |
| 1985 | Főhivatal                              | Head Office                                                  | Howard Gross                     | Rudolf Péter       |
| 1986 | Nicsak, ki nyaral!                     | Club Paradise                                                | Barry Nye                        | Pusztaszeri Kornél |
| 1986 | Rémségek kicsiny boltja                | Little Shop of Horrors                                       | Seymour Krelborn                 | Rudolf Péter       |
| 1986 | Rémségek kicsiny boltja                | Little Shop of Horrors                                       | Seymour Krelborn                 | Fekete Zoltán      |
| 1987 | Űrgolyhók                              | Spaceballs                                                   | Lord Dark Helmet                 | Harkányi Endre     |
| 1989 | Szellemirtók 2.                        | Ghostbusters II                                              | Louis Tully                      | Harkányi Endre     |
| 1989 | Drágám, a kölykök összementek!         | Honey, I Shrunk the Kids                                     | Wayne Szalinski                  | Dunai Tamás        |
| 1989 | Vásott szülők                          | Parenthood                                                   | Nathan Huffner                   | Márton András      |
| 1989 | Vásott szülők                          | Parenthood                                                   | Nathan Huffner                   | Vida Péter         |
| 1990 | Az én kék egem                         | My Blue Heaven                                               | Barney Coopersmith               | Harsányi Gábor     |
| 1991 | L.A. Story – Az őrült város            | L.A. Story                                                   | sírásó (came)                    | Usztics Mátyás     |
| 1991 | L.A. Story – Az őrült város            | L.A. Story                                                   | sírásó (came)                    | Bodrogi Attila     |
| 1992 | Drágám, a kölyök marha nagy lett!      | Honey, I Blew Up the Kid                                     | Wayne Szalinski                  | Kassai Károly      |
| 1993 | Lökött örökösök                        | Splitting Heirs                                              | Henry Bullock                    | Görög László       |
| 1994 | A Flintstone család                    | The Flintstones                                              | Béni                             | Forgács Gábor      |
| 1994 | Kis óriások                            | Little Giants                                                | Danny O'Shea                     | Háda János         |
| 1996 | Kölcsönkinyír visszajár                | Big Bully                                                    | David Leary                      | Kerekes József     |
| 1997 | Drágám, most mi mentünk össze!         | Honey, We Shrunk Ourselves                                   | Wayne Szalinski                  | Háda János         |
| 2001 | Rudolf és az elveszett játékok szigete | Rudolph the Red-Nosed Reindeer and the Island of Misfit Toys | Brummi maci/Játéktolvaj (hangja) | Sztarenki Pál      |
| 2003 | Mackótestvér                           | Brother Bear                                                 | Dörgő (hangja)                   | Kálid Artúr        |
| 2006 | Mackótestvér 2.                        | Brother Bear 2                                               | Dörgő (hangja)                   | Kálid Artúr        |

### Televízió
| Év        | Magyar cím                            | Eredeti cím                                | Szerep                          | Megjegyzések                  |
| --------- | ------------------------------------- | ------------------------------------------ | ------------------------------- | ----------------------------- |
| 1980–1981 |                                       | Second City Television                     | több szerep                     | 25 epizód forgatókönyvíró     |
| 1981–1982 |                                       | SCTV Network                               | több szerep                     | 26 epizód forgatókönyvíró     |
| 1983–1989 | Saturday Night Live                   | Saturday Night Live                        | önmaga (házigazda)              | 2 epizód                      |
| 1984      |                                       | Hockey Night                               | edző                            | tévéfilm                      |
| 1985      |                                       | The Last Polka                             | Linsk Minyk                     | tévéfilm                      |
| 1989      |                                       | The Rocket Boy                             | automatikus biztonsági rendszer | tévéfilm                      |
| 1990      |                                       | Gravedale High                             | Max Schneider (hangja)          | 13 epizód                     |
| 1990      |                                       | The Earth Day Special                      | Vic barátja                     | különkiadás                   |
| 2003      | Miss Spider és Napsugár-rét gyermekei | Miss Spider's Sunny Patch Kids             | Holley (hangja)                 | különkiadás                   |
| 2007      |                                       | Bob & Doug McKenzie's Two-Four Anniversary | Bob McKenzie                    | különkiadás                   |
| 2009      |                                       | Bob & Doug                                 | nem szerepel                    | társalkotó és vezető producer |
| 2018      | A Goldberg család                     | The Goldbergs                              | Lord Helmet (hangja)            | 1 epizód                      |